# Илия Раев (офицер)
Илия Петров Раев е български офицер, генерал-майор, участник Сръбско-българската (1885), командир на дружина от 27-и пехотен чепински полк през Балканската (1912 – 1913) и Междусъюзническата война (1913), командир на 28-а пехотен стремски полк (1915 – 1917) и началник на 2-ри бригаден окупационен район от Моравската областна военна инспекция през Първата световна война (1915 – 1918).

## Биография
Илия Раев е роден на 15 ноември 1864 г. в Копривщица. Na 14 януари 1886 постъпва на военна служба. Взема участие в Сръбско-българската война (1885) в редовете на Ученическия легион. През 1886 г. постъпва във Военното на Негово Княжеско Височество училище, достига до звание младши портупей юнкер, дипломира се 35-и по успех от 163 офицери, на 27 април 1887 г. е произведен в чин подпоручик и зачислен в 7-и пехотен преславски полк. На 18 май 1890 г. е произведен в чин поручик. През 1900 г. е командир на рота от 7-и пехотен преславски полк. През 1906 г. е произведен в чин майор, а от 1909 г. е командир на дружина от същия полк. През 1911 г. е произведен в чин подполковник,
Подполковник Раев взема участие в Балканската (1912 – 1913) и Междусъюзническата война (1913) като командир на дружина от 27-и пехотен чепински полк. През 1914 година подполковник Илия Раев, който до това време е помощник-командир на 27-и пехотен чепински полк е назначен за командир на 28-и пехотен стремски полк.
През 1915 г. е произведен в чин полковник. По време на Първата световна война (1915 – 1918) командва поверения му полк до 1917 година, като същата година съгласно заповед № 679 по Действащата армия „за бойни отличия през войната“ е награден с Военен орден „За храброст“ IV степен 1 клас. След това е назначен за началник на 2-ри бригаден окупационен район от Моравската областна военна инспекция. По-късно е началник на реквизиционно отделение и на 9 август 1919 г. е уволнен от служба. През 1921 г. съгласно заповед № 335 по Министерството на войната е награден с Военен орден „За храброст“ III степен 2 клас.
Илия Раев е женен и има 4 деца.

## Военни звания
- Подпоручик (27 април 1887)
- Поручик (18 май 1890)
- Капитан (2 август 1894)
- Майор (1906)
- Подполковник (1911)
- Полковник (1915)
- Генерал-майор (31 декември 1935)

## Образование
- Военно на Негово Княжеско Височество училище (1886 – 1887)

## Награди
- Военен орден „За храброст“ IV степен 2 клас
- Военен орден „За храброст“ IV степен 1 клас (1917)
- Военен орден „За храброст“ III степен 2 клас (1921)
- Царски орден „Св. Александър“ IV степен с мечове по средата
- Народен орден „За военна заслуга“ V степен на обикновена лента
- Орден „За заслуга“ на обикновена лента